# Mécaniques du chaos
Mécaniques du chaos est un roman de Daniel Rondeau paru le 16 août 2017 aux éditions Grasset et ayant reçu le 26 octobre de la même année le grand prix du roman de l'Académie française.

## Éditions
- Éditions Grasset[2], 2017  (ISBN 9782246688310)